# Vorarlberger Münsterschema

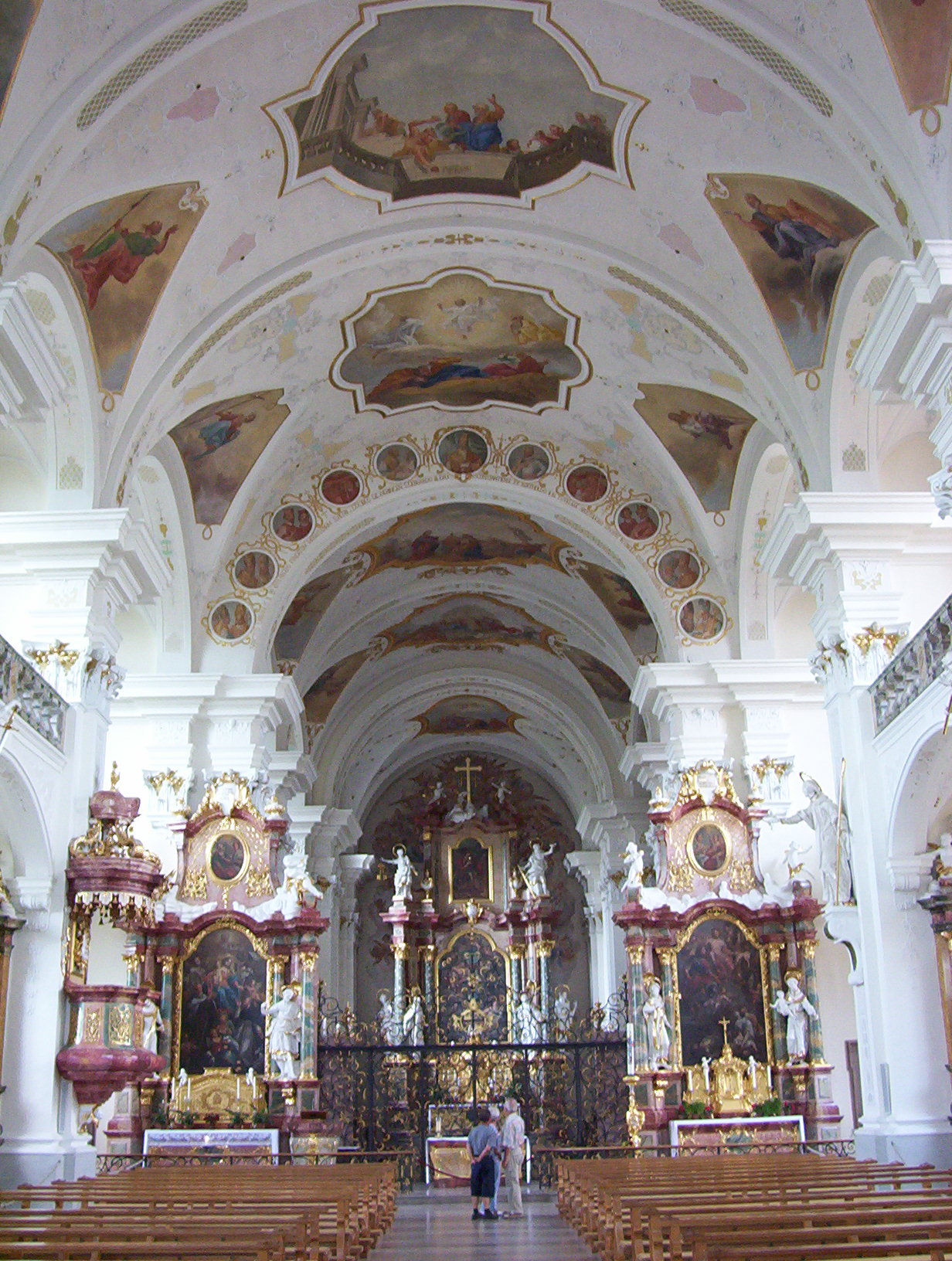
Ehem. Klosterkirche St. Peter auf dem Schwarzwald

Das Vorarlberger Münsterschema ist eine Form des Kirchengebäudes, die gegen Ende des 17. Jahrhunderts von der Auer Zunft entwickelt wurde und vor allem in Süddeutschland, Österreich, der Schweiz und im Elsass Verbreitung fand.

## Beschreibung
Den kunsthistorischen Begriff Vorarlberger Münsterschema prägte in den 1890er Jahren der Stuttgarter Kunsthistoriker Bertold Pfeiffer (1854–1919).
Konstituierendes Element des Vorarlberger Münsterschemas ist ein als Wandpfeilerkirche gestaltetes Langhaus, dessen tonnengewölbtes Schiff seitlich von Kapellen mit darüber liegenden Emporen begleitet wird, so dass der räumliche Eindruck einer Emporenbasilika entsteht. Auf das Langhaus folgen im Osten ein nur wenig ausladendes Querhaus und ein Chor, der das System des Langhauses weitgehend nachbildet.
Als wichtigstes Vorbild des kaum variablen Vorarlberger Münsterschemas gelten die frühbarocke Kirche Il Gesù (1568–84) in Rom sowie deren Nachfolgebauten nördlich der Alpen wie St. Michael in München.
Bedeutende Architekten dieser Bauweise waren die Baumeisterfamilien Thumb (Peter Thumb u. a.), Beer (Johann Michael Beer u. a.) sowie Moosbrugger (Caspar Moosbrugger) aus Au (Vorarlberg).

## Beispiele

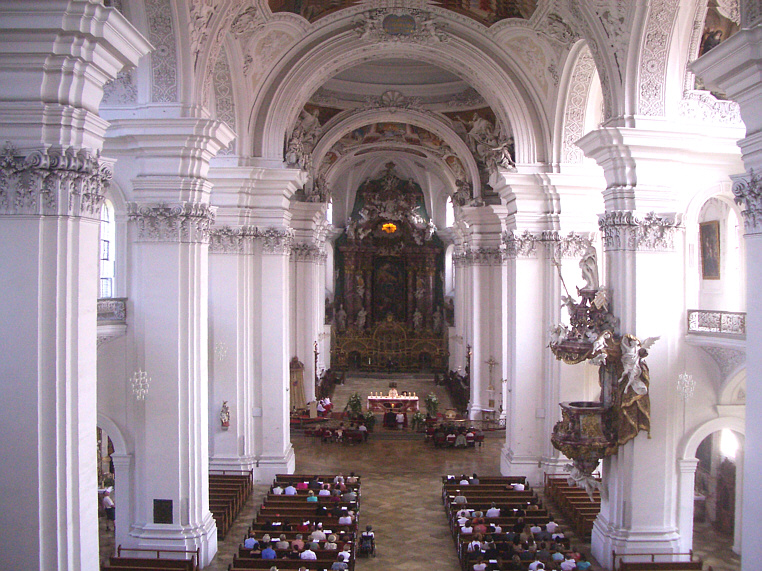
Basilika Weingarten

- Ellwangen, Wallfahrtskirche auf dem Schönenberg, 1681–96 (frühestes Beispiel)
- Kloster Disentis, 1683 und 1704
- Klosterkirche Irsee, 1699–1704
- St. Martin (Tannheim), 1700–1702
- Kloster Marchtal, Klosterkirche St. Peter und Paul, 1686–92
- Kloster Hofen, Klosterkirche (heute: Schlosskirche Friedrichshafen), 1695–1701
- Kloster Rheinau, Klosterkirche, 1704–11
- Kloster Ebersmünster (Elsass), Abteikirche, 1710–15
- Kloster St. Urban, Klosterkirche, 1711–15
- Abtei Weingarten, ehem. Klosterkirche St. Martin („Basilika“), 1715–1724
- Kloster Weißenau, ehem. Klosterkirche, 1717–1724
- Kloster St. Peter auf dem Schwarzwald, Klosterkirche, 1724–27
- Kloster Zwiefalten, ehem. Klosterkirche, 1739–65

Auch auf Profanräume wurde das Münsterschema später übertragen:
- Stiftsbibliothek St. Gallen, Bibliothekssaal (1758–1767)
- Kloster St. Peter auf dem Schwarzwald, Bibliothekssaal (1738)